# 올빼미 성운
올빼미 성운('영어: Owl Nebula, M97, NGC 3587')은 큰곰자리에 있는 행성상 성운이다. 거리는 약 2,600 광년이며, 다소 큰 편인 행성상 성운이지만, 밝기가 +11.2에 안 되어서 발견하기가 쉽지 않다.
+2 등급의 큰곰자리 베타(β) 별에서 남동쪽으로 2.4° 떨어져 있는 북두칠성의 국자 모양 밑바닥에 자리잡고 있는 이 행성상성운은 1781년 피에르 메생이 발견했다. 크고 희미하여 묘사하기가 어렵고 복잡한 이 성운은, 위에서 내려다보았을 때 비스듬한 원통 모양의 원형체처럼 생겼다. 이 대상을 관측하였던 허셜(1792~1871)은 M97을 밀집된 산개 성단으로 생각했다.
그러나 훗날 영국의 로스(1800~1867)가 이 성운의 보이는 모습이 올빼미 얼굴을 닮았다 하여 처음으로 올빼미성운이라는 이름이 붙었다. 대형 망원경으로 보면 성운 가운데 부분에 두 개의 구멍이 보이는데 이것이 올빼미의 눈처럼 보인다. 이러한 올빼미의 눈은 덜 이온화된 성운의 가스로 덮여 있는 것이다. 이 성운의 중심별인 백색 왜성의 질량은 태양의 0.15배 정도로 측정되었고, 밝기는 +9.9로 다소 어둡다. 성운의 중심에는 이 성운을 생성한 +16.0등성의 백색 왜성이 있는데 질량은 태양의 0.7배 되는 것으로 알려져 있다. 이러한 점으로 미루어볼 때 행성상성운의 특성상 올빼미성운은 말기에 속한다. 이 성운은 약 6,000년 전에 생성된 것으로 추정된다.
1844년 윌리엄 스미스 제독이 처음으로 이 천체를 행성상성운으로 분류하였고, 1866년 윌리엄 휴진스가 분광관측을 통해 가스성운의 특성을 파악하였다.
M97은 약 6,000년 전에 태양같은 별이 죽은 것이다. M97의 중심별의 표면온도는 123,000 K에 달하며, 질량은 0.5-0.6 태양 질량이다.

## 같이 보기
- 메시에 천체
- 메시에 천체 목록
- 신판일반목록